# Église Notre-Dame d'Espiet
L'église Notre-Dame est une église catholique  située dans la commune d'Espiet, dans le département de la Gironde, en France.

## Localisation
L'église se trouve au bourg d'Espiet.

## Historique
L'église, construite au XIe ou au XIIe siècle, a été presque entièrement rebâtie au XVIIe siècle et restaurée au XIXe siècle. L'élévation sud, précédée par un porche rectangulaire, est percée par un portail roman qui conserve les seules sculptures romanes de l'édifice.
Un clocher-mur précède l'édifice à l'ouest. L'église a un chevet plat à l'est et une nef unique.
Une croix de pierre est implantée à l'angle sud-est du cimetière.

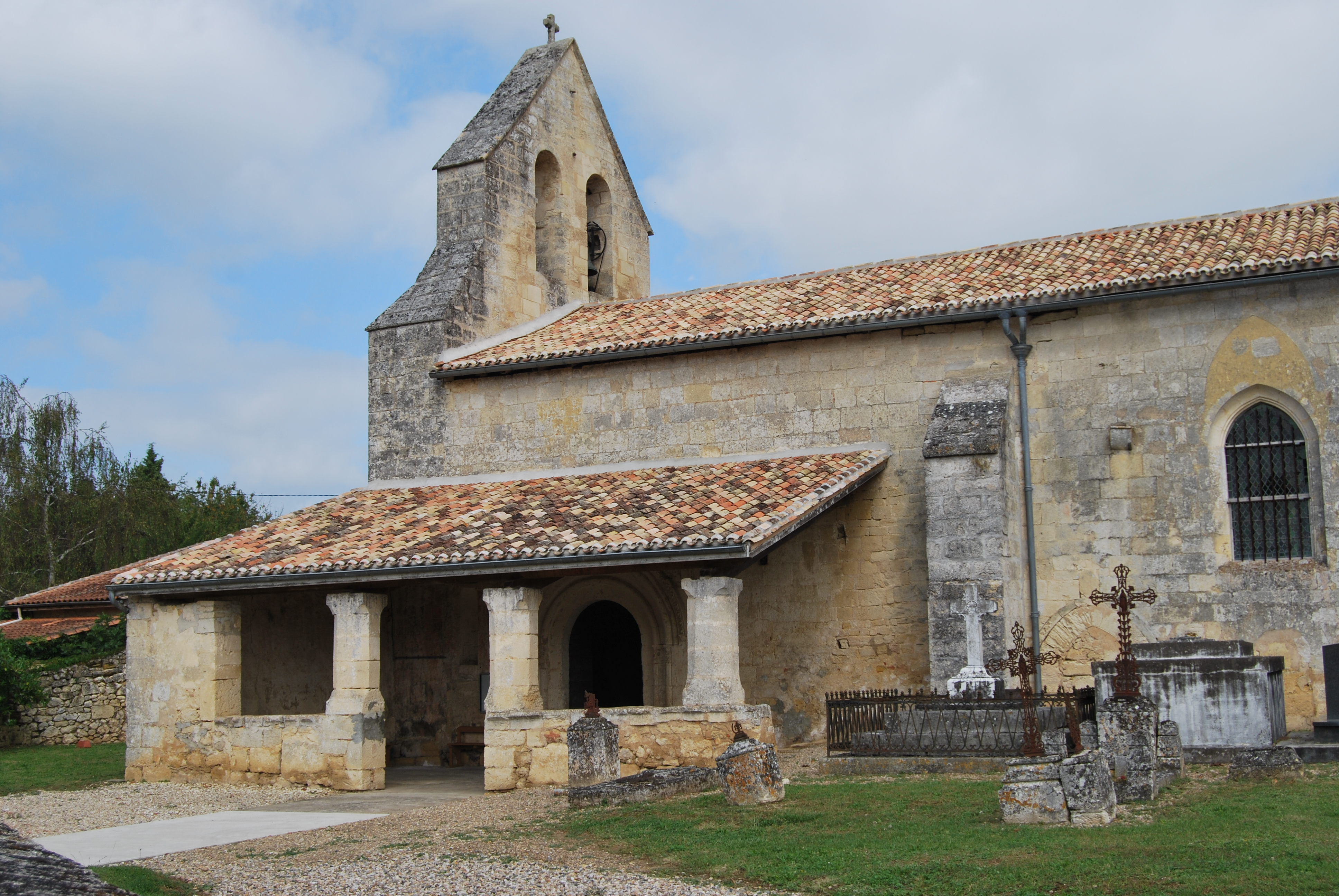
Façade Sud et porche
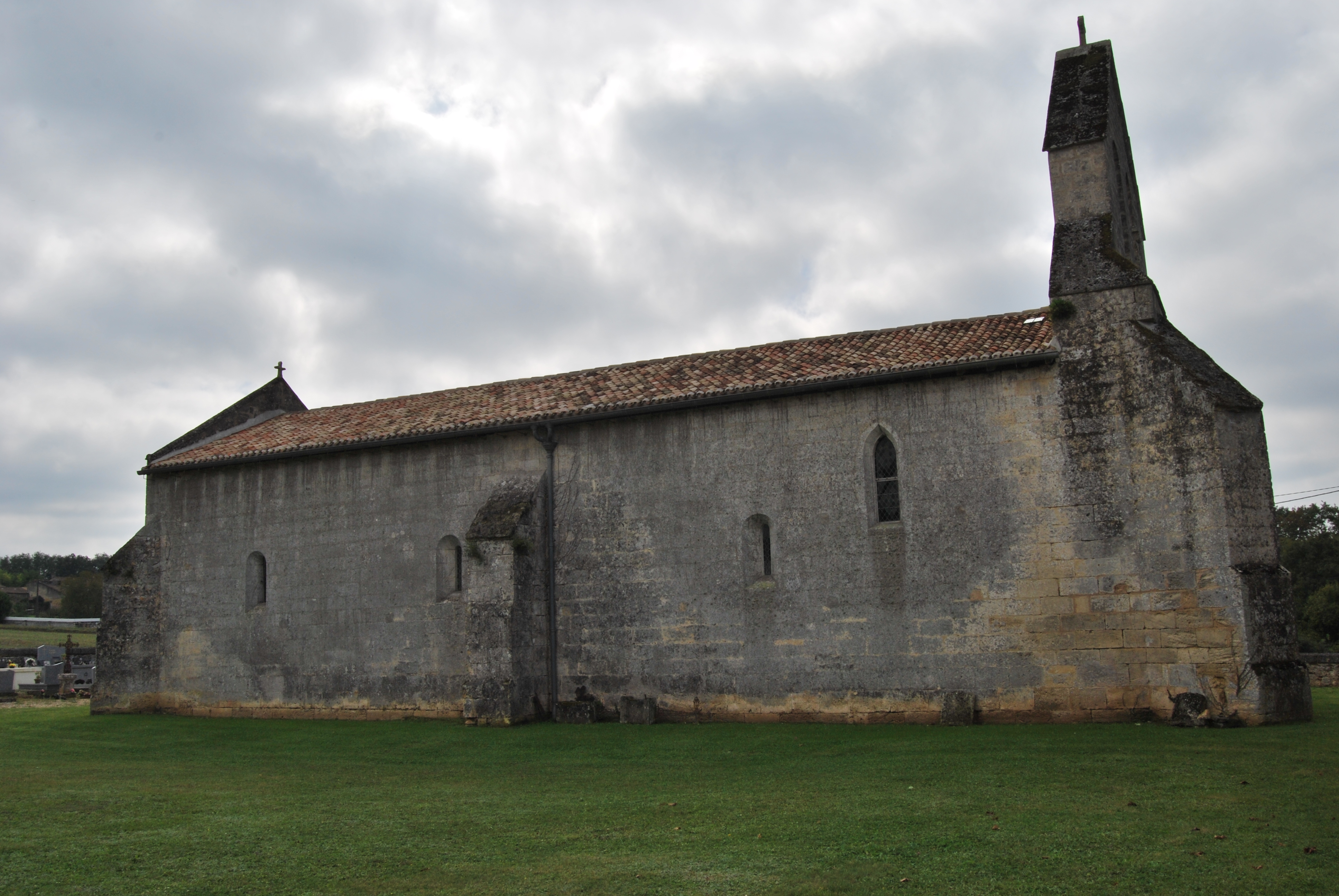
Façade Nord
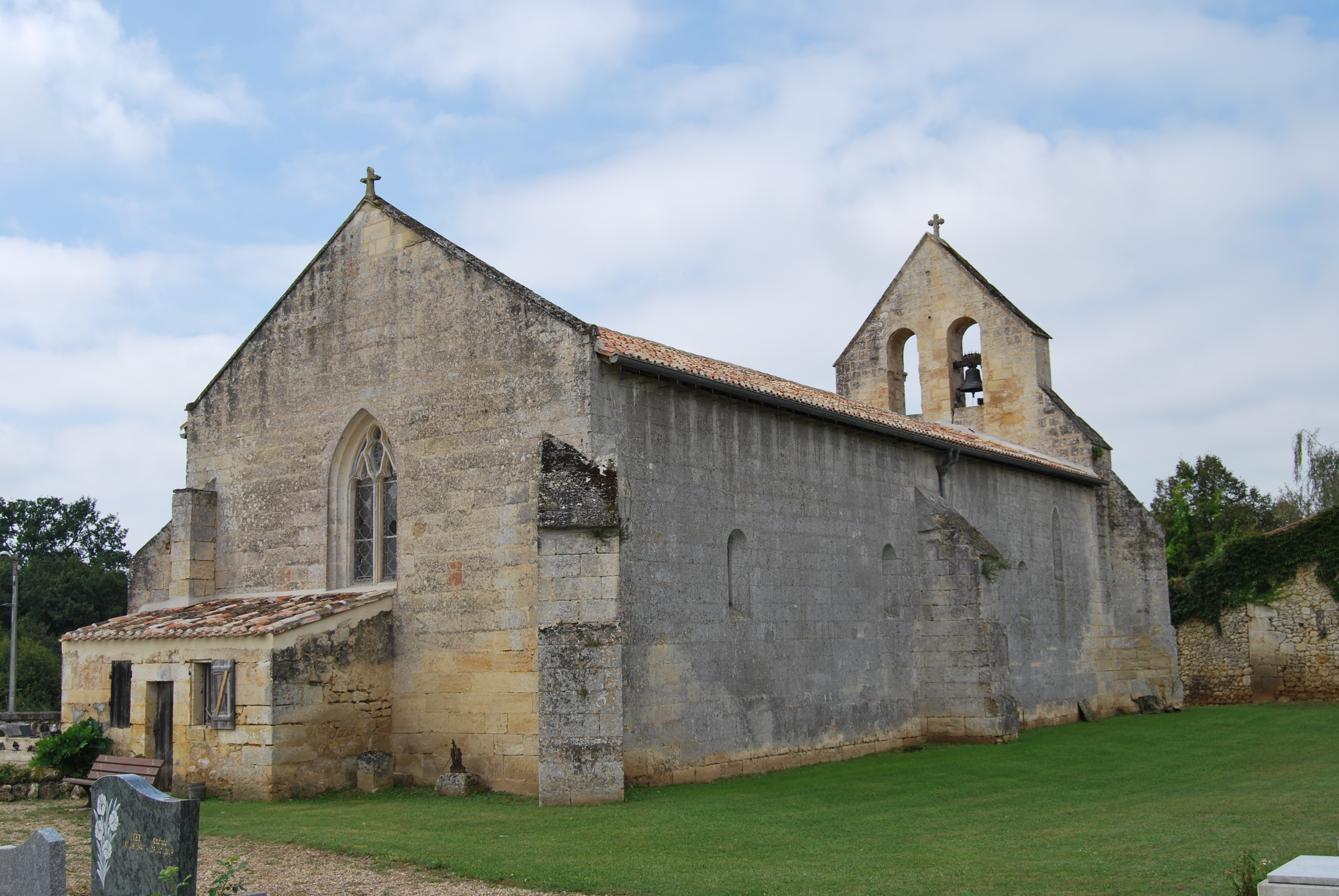
Façade Nord-Est
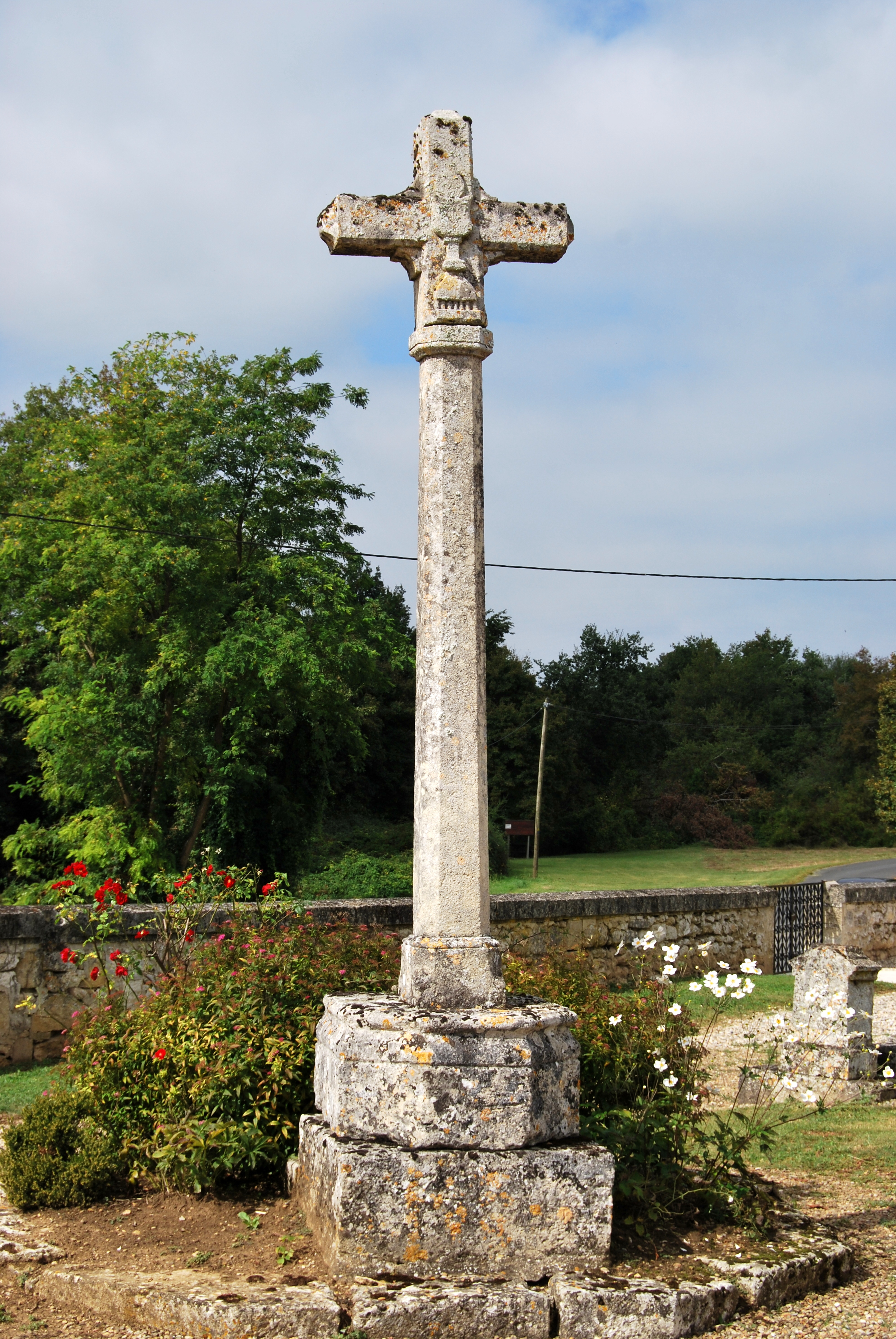
Croix de cimetière

À l'intérieur de l'église, il y a un mobilier du XVIIe siècle: retables, autel, bénitier.

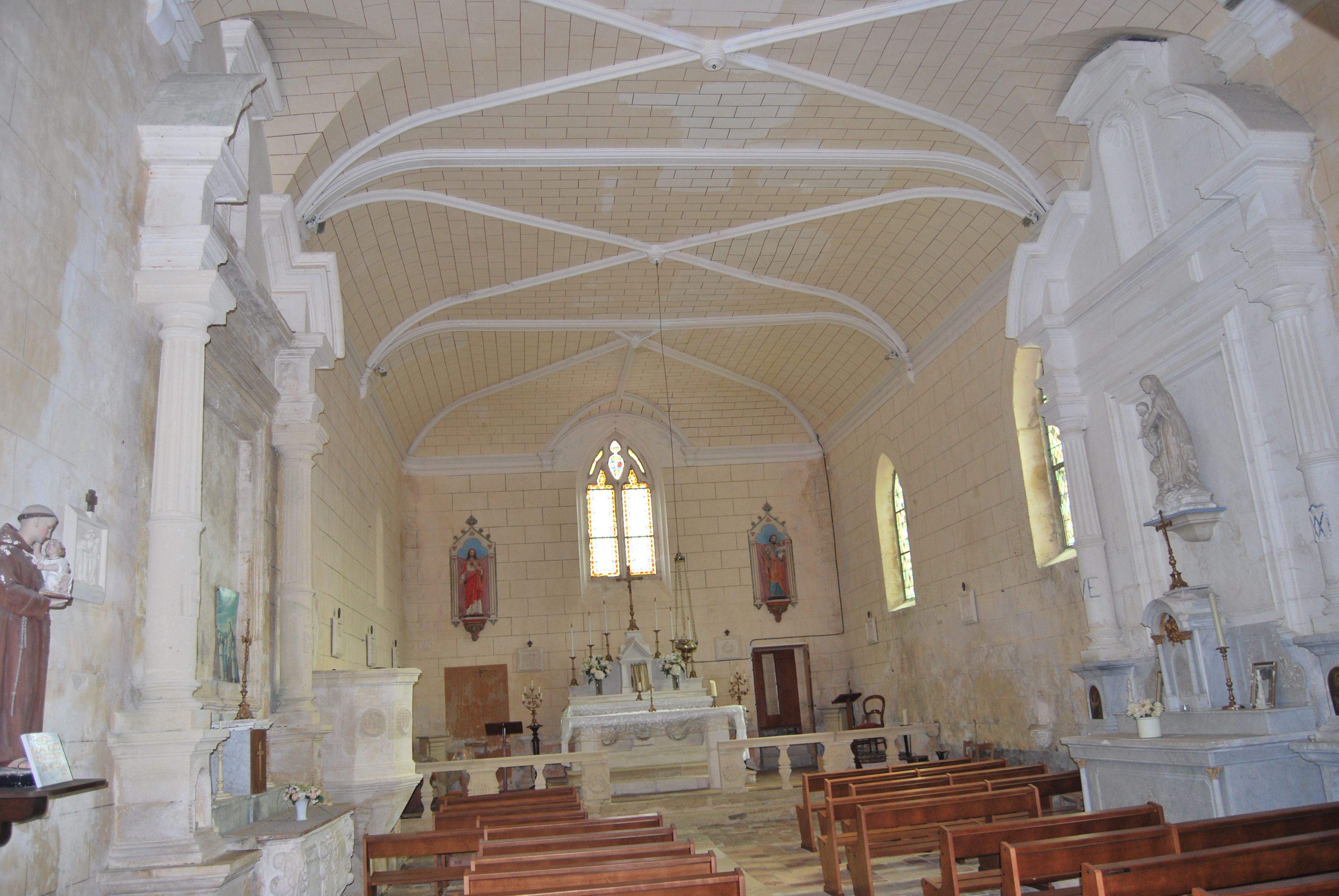
La Nef
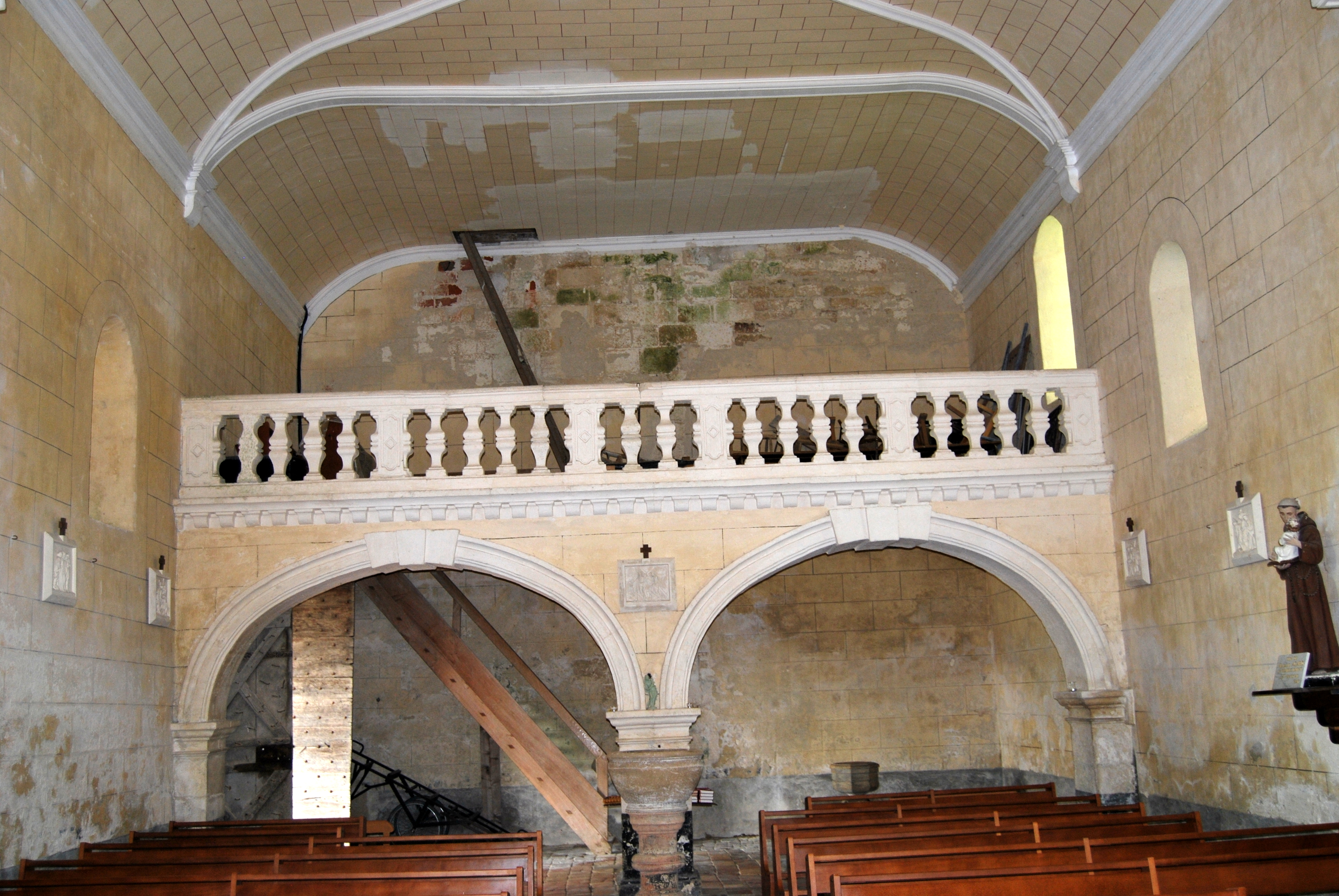
La tribune
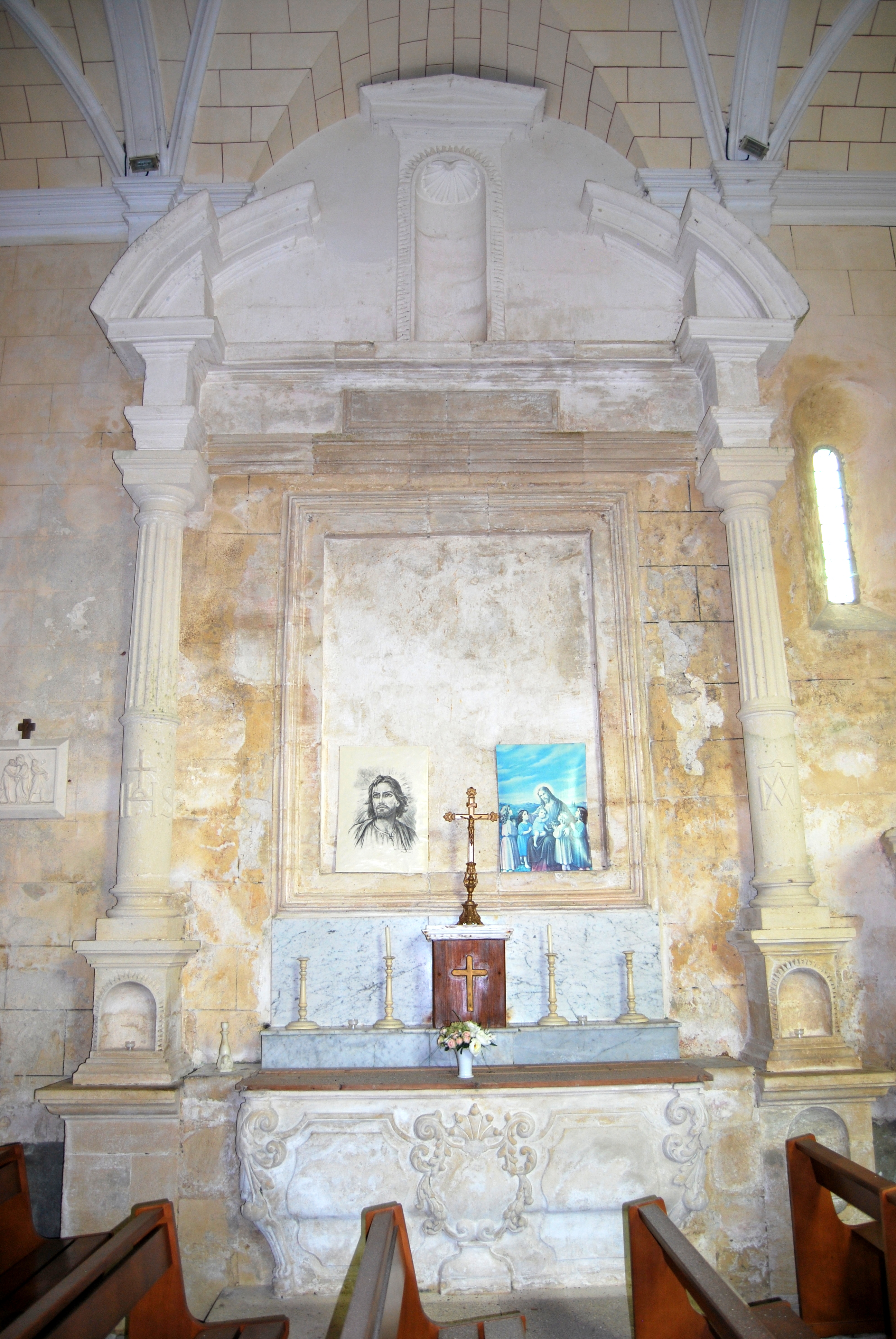
Autel
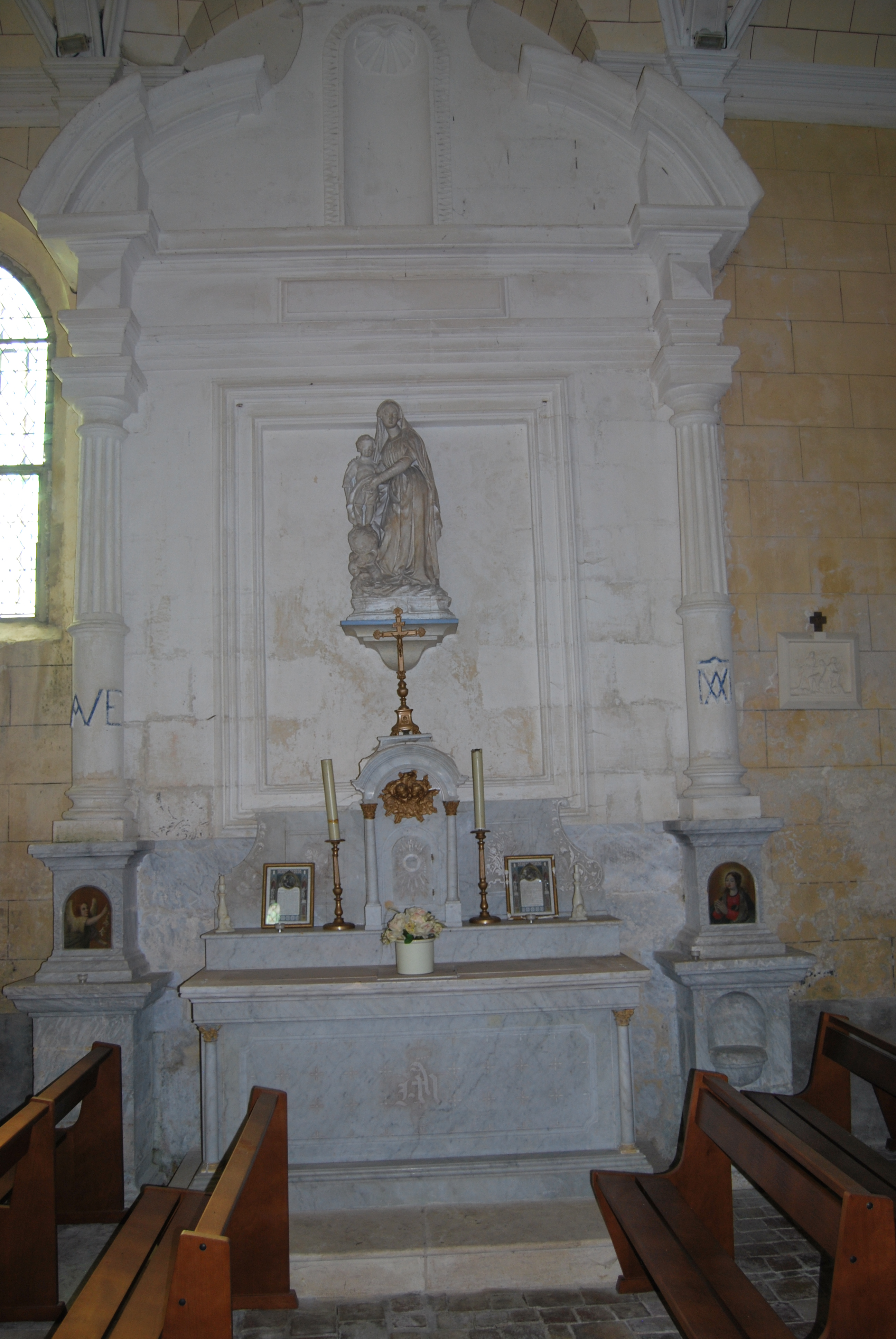
Autel
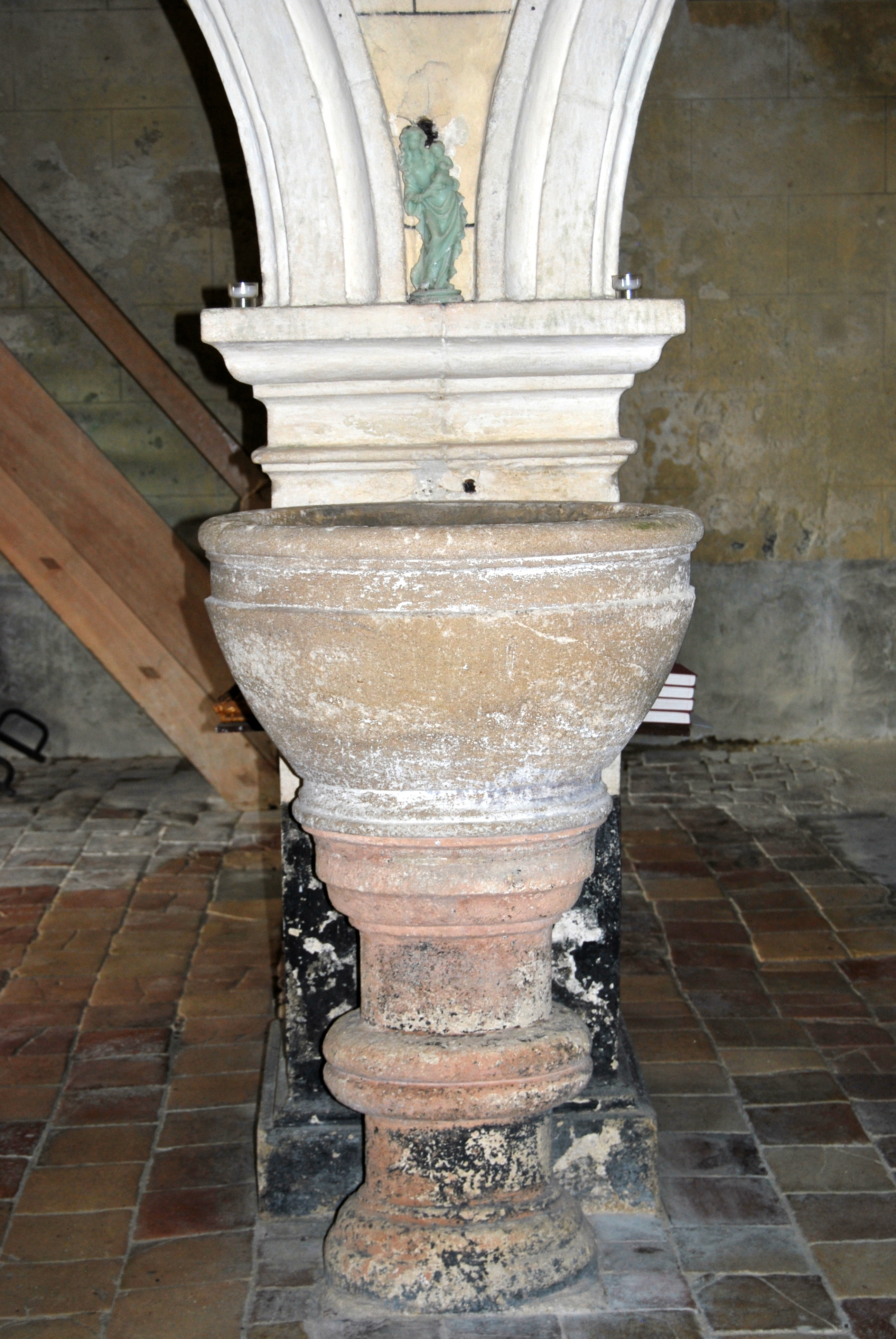
Bénitier

Statue : Vierge à l'Enfant.

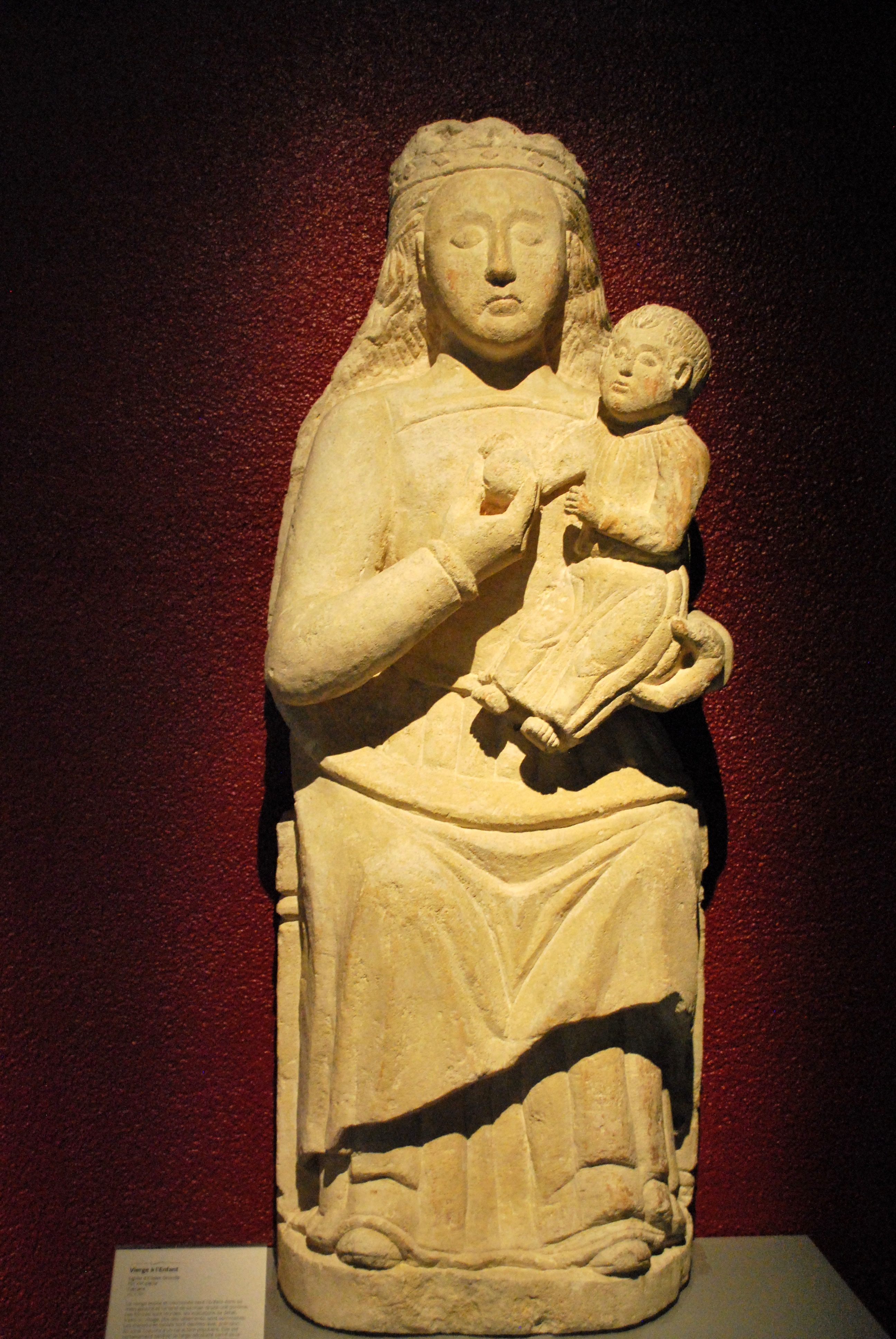
Vierge à l'Enfant

Cette statue en pierre de 1,15 m de haut, qui date de la fin du XVe siècle, était présente dans l'église jusqu'à 1888, puis elle a été vendue à un ferrailleur, Monsieur Yrissou, rue Lurflade à Bordeaux. Actuellement la statue se trouve exposée au Musée d'Aquitaine.
La Vierge n'est pas voilée et porte une couronne discrète, à cabochons ; elle est assise. Elle tient l'Enfant dans sa main gauche et lui tend de sa main droite une pomme.
Les formes sont lourdes, les indications de détail, les traits de visage, plis des vêtements, sont sommaires. Les chevelures seulement sont décrites avec précision. L’œuvre a un caractère populaire et elle est certainement tardive. Le large décolleté carré de la robe était à la mode au temps d'Anne de Bretagne (1477-1514).

## Description de la porte sud
Le portail est le seul vestige de l'église romane. Les quatre chapiteaux portent des traces des badigeons d’ocre.
Côté est, chapiteau 1 : il y a deux hommes, par les gestes des mains et du corps nous sommes devant une situation où l'un refuse ce que l'autre propose. Dans les églises romanes de la Gironde, ce scénario est assez fréquent:des propositions malhonnêtes qui font miroiter aux naïfs les plaisirs que la morale de l'époque appelait des "étreintes impures et coupables". Par exemple à l'église Notre-Dame de Doulezon.
Côté est, chapiteau 2 : occupant deux faces, deux fauves, redressées et opposées, s'observent mutuellement chacun suçant sa propre queue. Dans l'angle supérieur du chapiteau un protomé de carnassier observe les animaux. Le visage est assez abîmé. Ensemble ces deux chapiteaux représentent une dénonciation de quelque vice.
Côté ouest, chapiteau 1 : la Vierge et l'enfant. La Madone, le visage allongé, porte un voile, qui retombe en plis sur ses épaules, et un bliaud bourrelé. L'enfant nous bénit de la main droite.
Côté ouest, chapiteau 2 : l'oiseau et la plante. Un oiseau marche sur ses pattes en battant ses ailes pour aller picorer une plante, dressée verticalement sur la seconde face. Il pourrait s'agir de l'Arbre de vie, qui est généralement encadré par deux oiseaux.

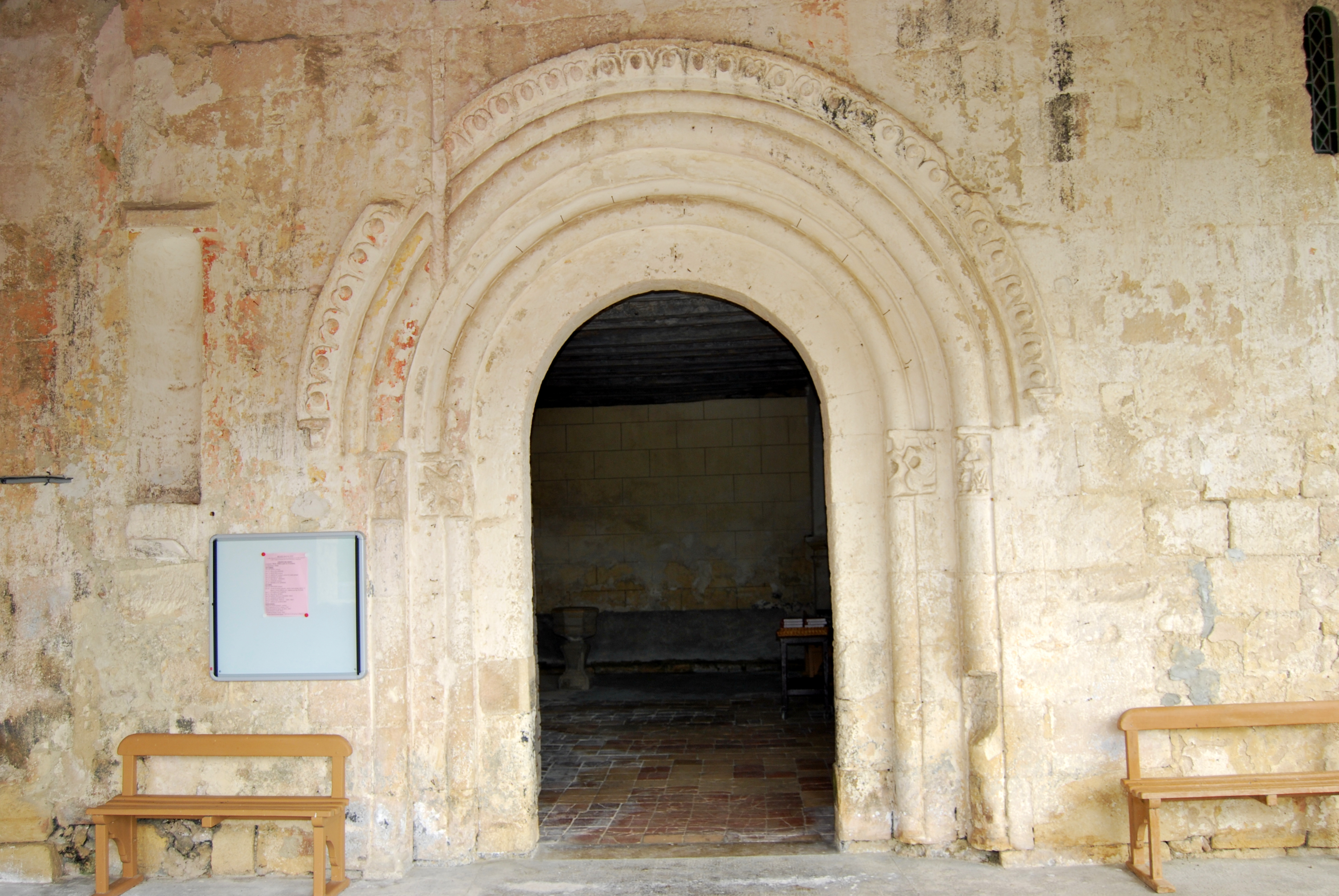
Portail roman
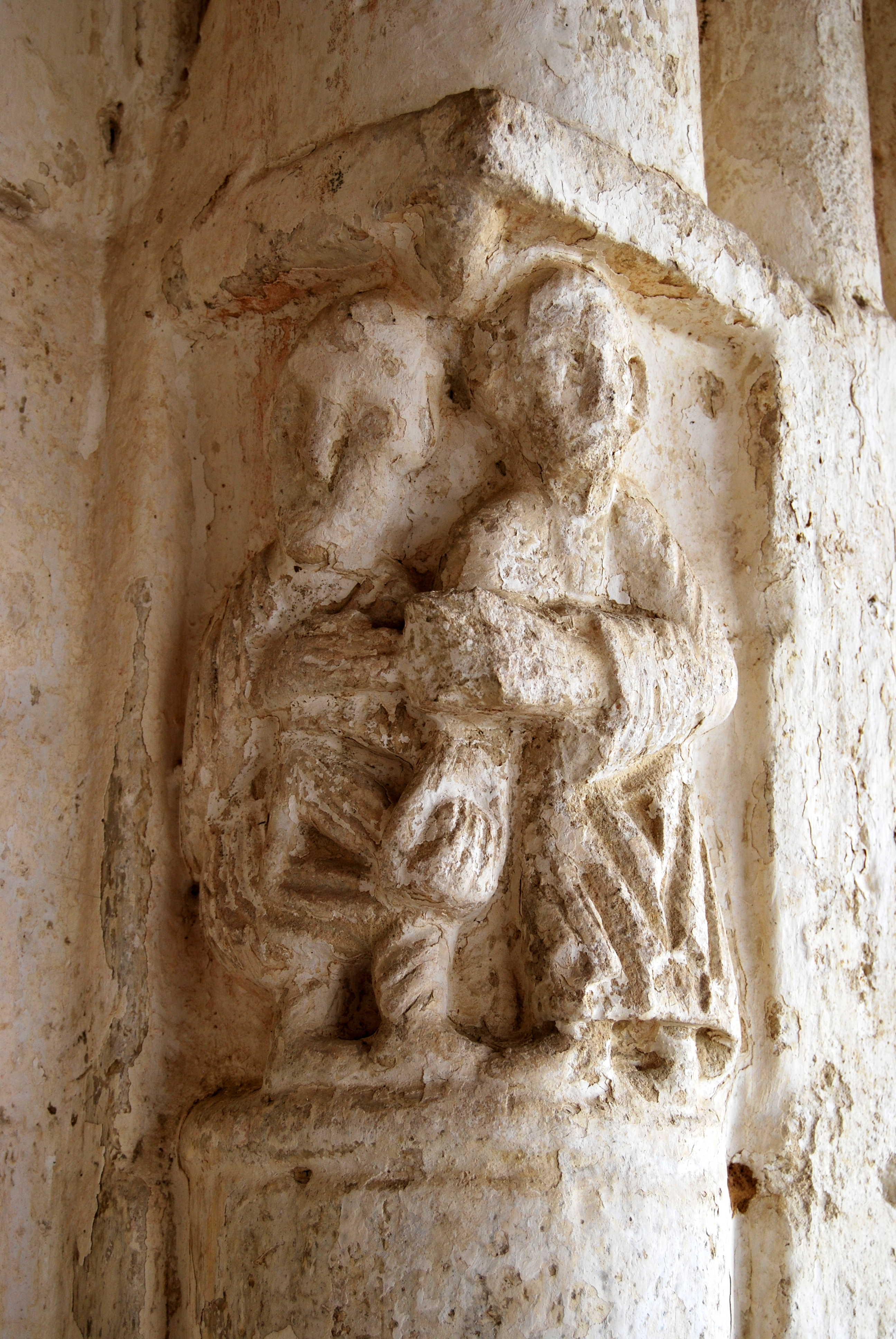
Deux hommes
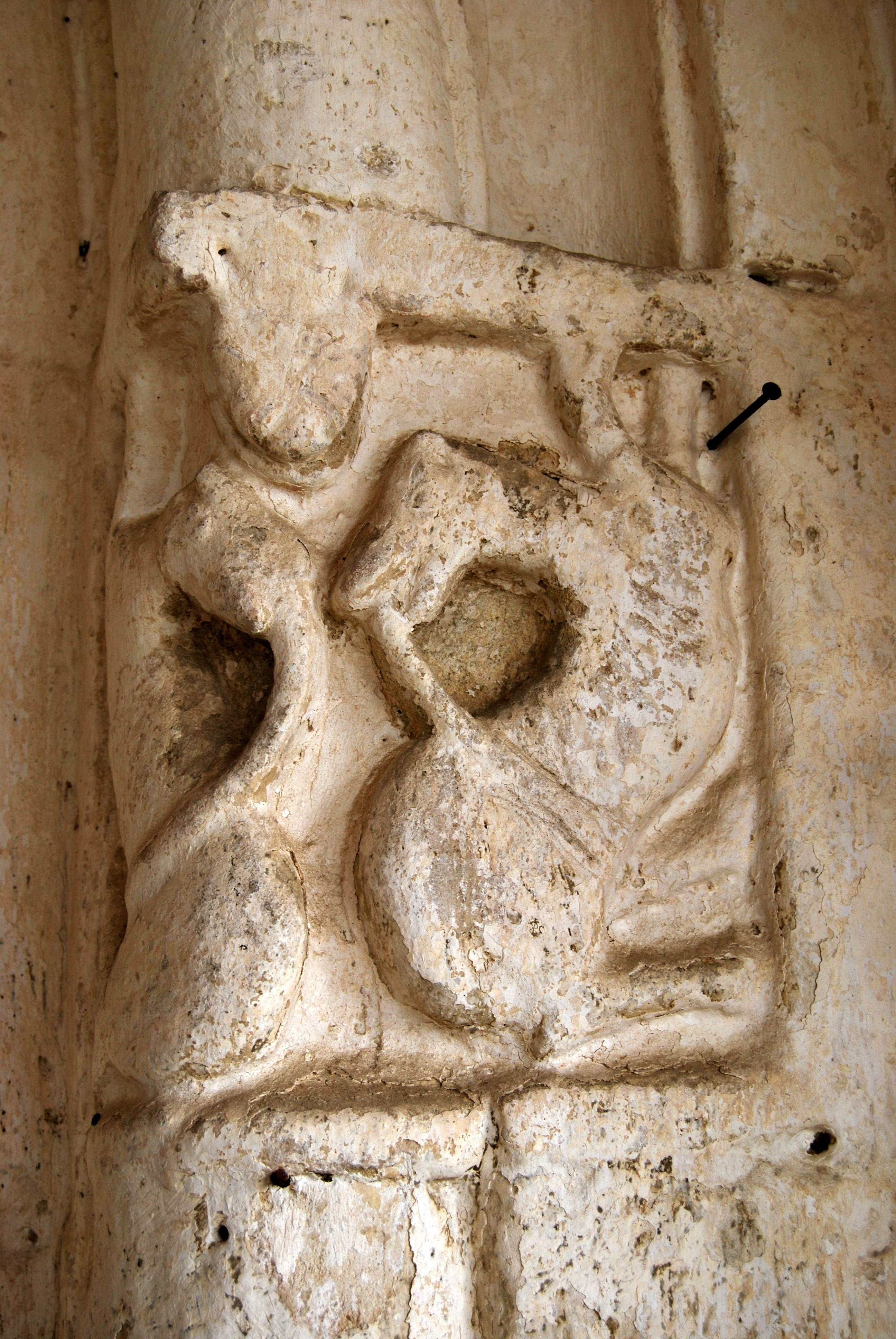
Deux fauves
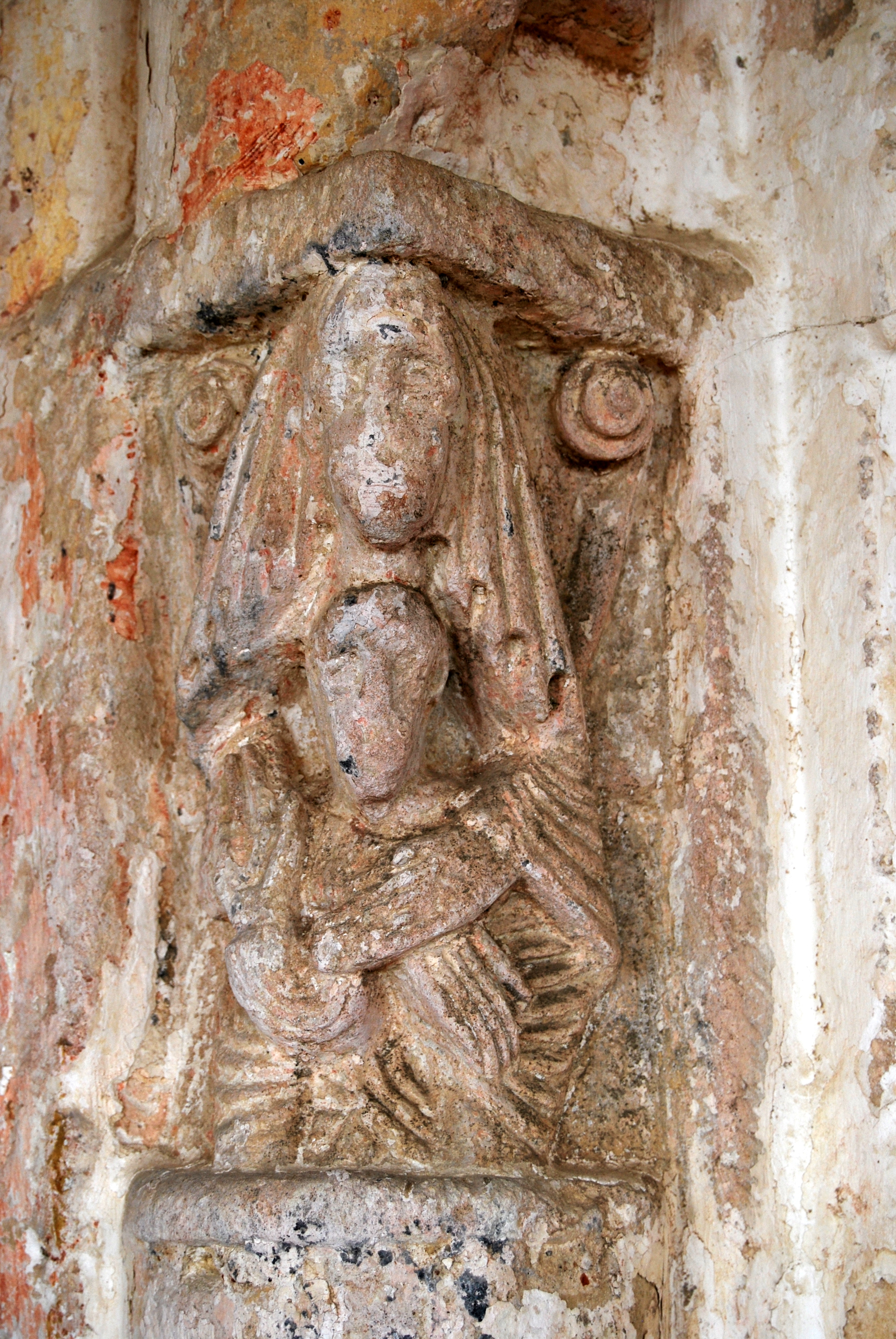
La Vierge et l'enfant
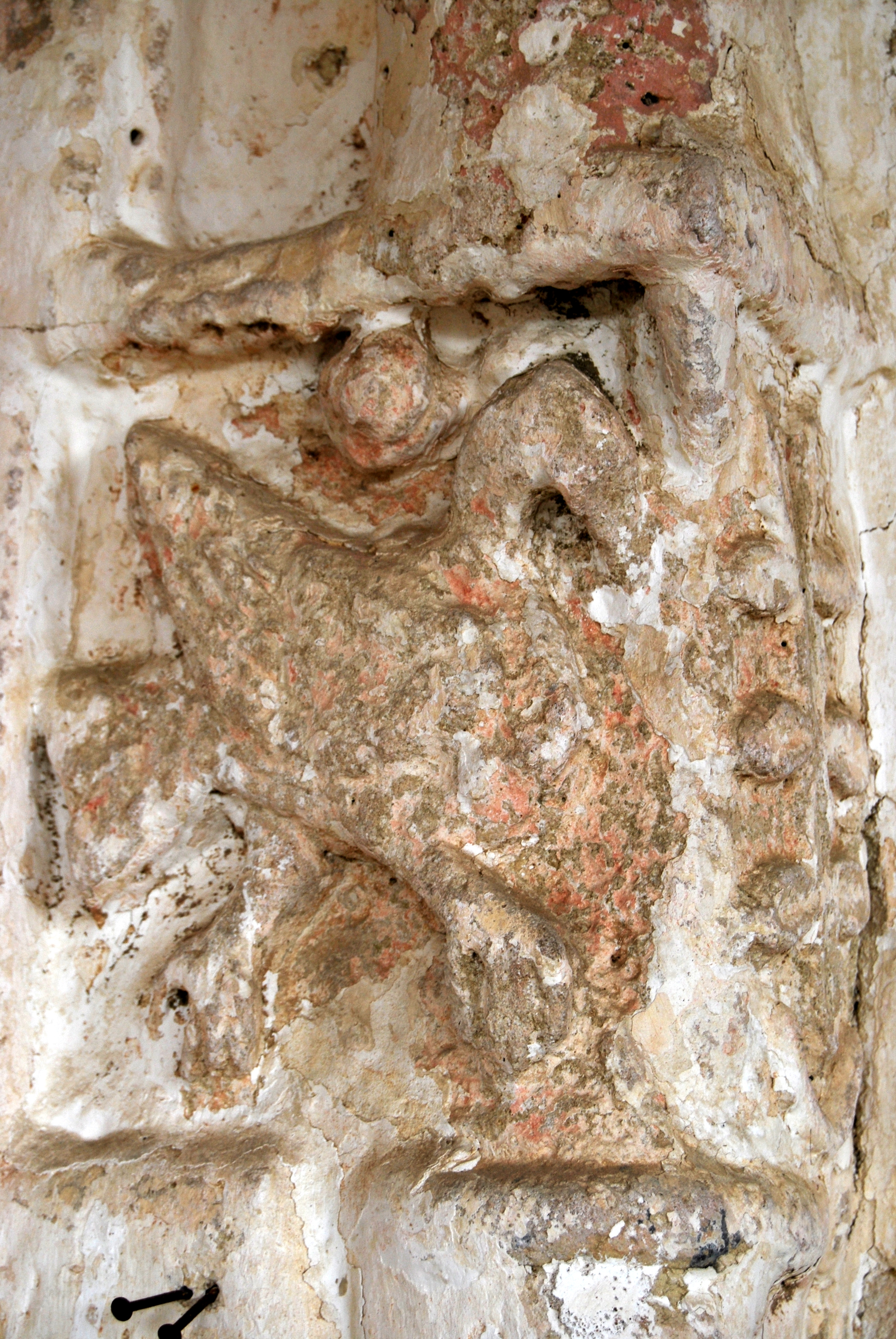
Plante et oiseau

L'édifice a été inscrit au titre des monuments historiques par arrêté du 7 mars 2012.